# Evan Stone
Pour les articles homonymes, voir Evan et Stone.
Evan Stone, né le 18 juillet 1964 à Dallas (Texas), est un acteur pornographique américain.

## Biographie
Evan Stone a débuté dans le cinéma pornographique à la fin des années 1990. Il a tourné dans plus de 1 000 films et obtenu de nombreuses récompenses, notamment, à trois reprises, l'AVN Award décerné au meilleur acteur de l'année (Male Performer of the Year). En 2010, il a rejoint l'XRCO Hall of Fame et, en 2011, l'AVN Hall of Fame. Début 2011, CNBC l'a inclus sur sa liste des 12 acteurs les plus populaires du porno. C'est le seul homme qui y figure.
Ses longs cheveux blonds et son look de Rockstar s'inscrivent dans la tradition des acteurs des années 1990 comme Marc Wallice, Gerry Pike, Alex Sanders ou encore Tom Byron.
En 2002, il a épousé l'actrice Jessica Drake, dont il a divorcé depuis.
En dehors du cinéma pornographique, il a tenu le rôle de "Jimmy" dans la série L'Antre (The Lair) en 2007. Il est également apparu brièvement dans l'épisode de la série South Park intitulé "Le Retour de la communauté de l'anneau des deux tours".
Le 1er février 2009, il s'est retrouvé indirectement mêlé à un scandale lorsqu'un extrait de 30 secondes d'un de ses films pornographiques a été diffusé aux abonnés de Comcast à Tucson (Arizona) pendant la retransmission du Super Bowl. L'extrait diffusé montrait l'actrice Tristan Kingsley (fa) au moment où elle extrayait le pénis d'Evan Stone de son pantalon.
Evan Stone est, avec Lee Stone, le principal acteur masculin du film Backdoor to Chyna, centré sur la catcheuse Chyna (2011).

## Récompenses
- 2001 : AVN Award Acteur de l'année (Male Performer of the Year)
- 2001 : AVN Award Meilleur acteur - Film (Best Actor - Film) pour Adrenaline
- 2004 : AVN Award Meilleur acteur - Vidéo (Best Actor - Video) pour Space Nuts
- 2006 : AVN Award Meilleur acteur - Vidéo (Best Actor - Video) pour Pirates[5]
- 2007 : AVN Award Meilleur acteur - Vidéo (Best Actor - Video) pour Sex Pix[6]
- 2008 : AVN Award Acteur de l'année (Male Performer of the Year)
- 2008 : AVN Award Meilleure scène de sexe de groupe - Film (Best Group Sex Scene - Film) pour Debbie Does Dallas... Again[7]
- 2008 : F.A.M.E. Award Favorite Male Star[8]
- 2008 : NightMoves Adult Entertainment Award Best Male Performer, Editors' Choice[9]
- 2008 : XRCO Award Male Performer Of The Year
- 2008 : XBIZ Award Male Performer of the Year[10]
- 2009 : AVN Award Meilleur acteur (Best Actor) pour Pirates 2 : La Vengeance de Stagnetti[11]
- 2009 : F.A.M.E. Award – Favorite Male Star[12]
- 2009 : XRCO Award Single Performance, Actor pour Pirates 2 : La Vengeance de Stagnetti[13]
- 2009 : Hot d'or Meilleur acteur américain (Best American Actor) pour Pirates II[14]
- 2010 : XBIZ Award Acting Performance of the Year, Male pour This Ain’t Star Trek[15]
- 2010 : XRCO Award Male Performer Of The Year[16]
- 2010 : F.A.M.E. Award Favorite Male Star[17]
- 2011 : XRCO Award Meilleur acteur (Best Actor)[18]
- 2011 : AVN Award Meilleur acteur dans un second rôle (Best Supporting Actor) pour Batman XXX: A Porn Parody[19]
- 2011 : AVN Award Acteur de l'année (Male Performer of the Year)[19]

## Filmographie succincte
- 2000 : Adrenaline
- 2003 : Island Fever 3
- 2003 : Space Nuts
- 2006 : Layout
- 2006 : Bikini Girls from the Lost Planet : Decker
- 2006 : Ghost in a Teeny Bikini : Marsh
- 2008 : Who's Nailin' Paylin?
- 2008 : Bikini Royale
- 2008 : Pirates 2 : La Vengeance de Stagnetti (Pirates II: Stagnetti's Revenge)
- 2009 : This Ain't Star Trek XXX
- 2011 : Superman XXX: A Porn Parody
- 2012 : Dirty Blondes from Beyond (téléfilm) : Jock
- 2014 : Sisters of Anarchy : Adam